# برنامه پرس سنگین

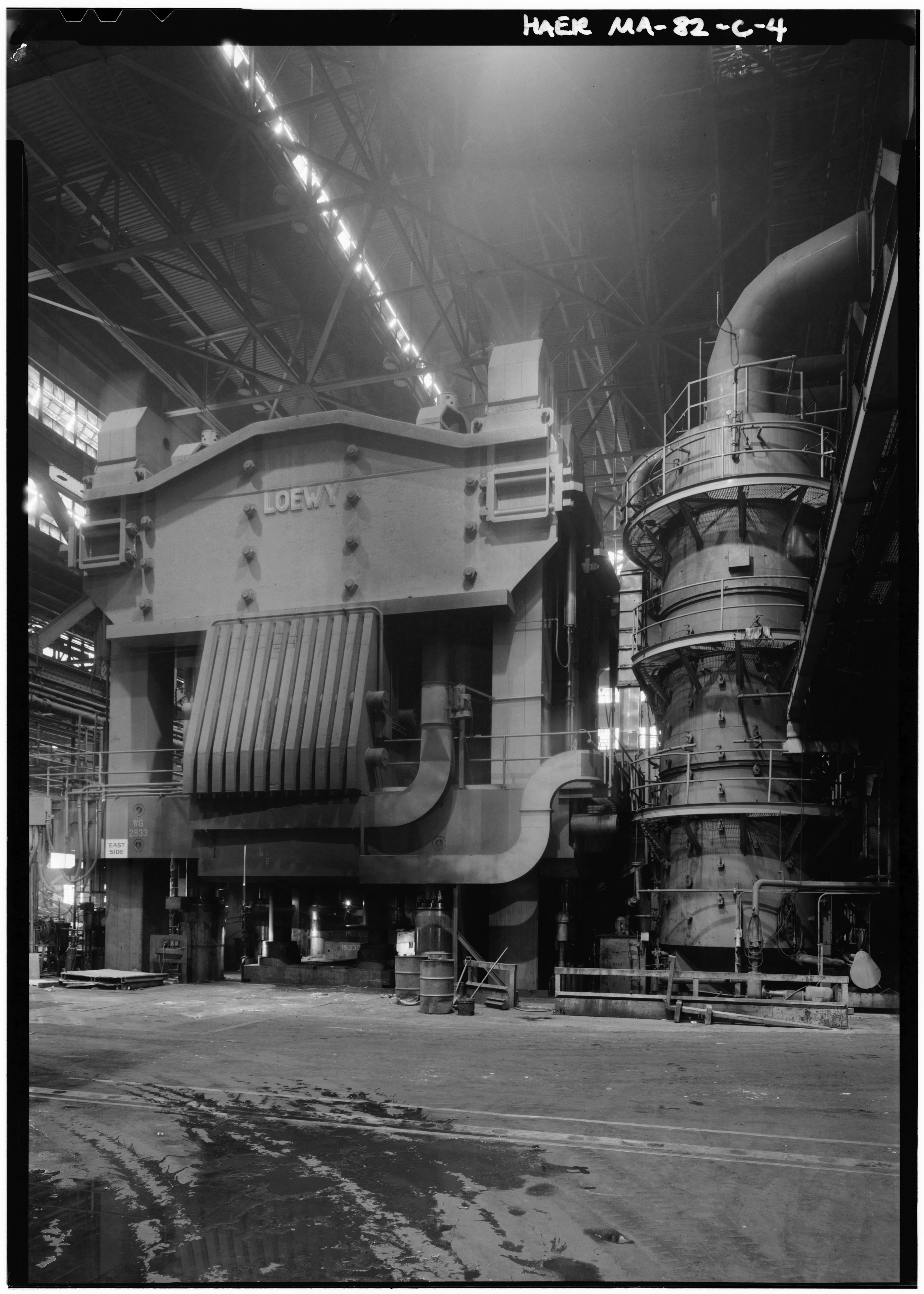
پرس ۵۰هزار تنی Wyman-Gordon

برنامه پرس سنگین (به انگلیسی: Heavy Press Program) پروژه نیروی هوایی ایالات متحده آمریکا در دوران جنگ سرد بود که هدف آن ساخت بزرگترین دستگاه‌های پرس آهنگری و اکستروژن در جهان بود. این پرس‌ها توانایی صنایع دفاع آمریکا را در ساخت قطعات آهنگری از فلزات سبکی مانند منیزیم و آلومینیوم به‌طور چشمگیری افزایش داد. پروژه در سال ۱۹۵۰ شروع و با ساخت چهار دستگاه پرس و شش دستگاه اکسترود در سال ۱۹۵۷ و با بودجه‌ای به میزان ۲۷۹ میلیون دلار به اتمام رسید. هشت عدد از این دستگاه‌ها هنوز در حال استفاده بوده و از آن برای ساخت قطعات نظامی و ساخت هواپیماهای تجاری استفاده می‌شود. این دستگاه‌ها هنوز رکورد قوی‌ترین دستگاه‌های پرس و اکسترود آمریکای شمالی را حفظ کرده‌اند اما در سایر نقاط دنیا توسط کشورهایی مانند ژاپن، فرانسه، روسیه و چین رکورد آنان شکسته شده‌است.

## تاریخچه

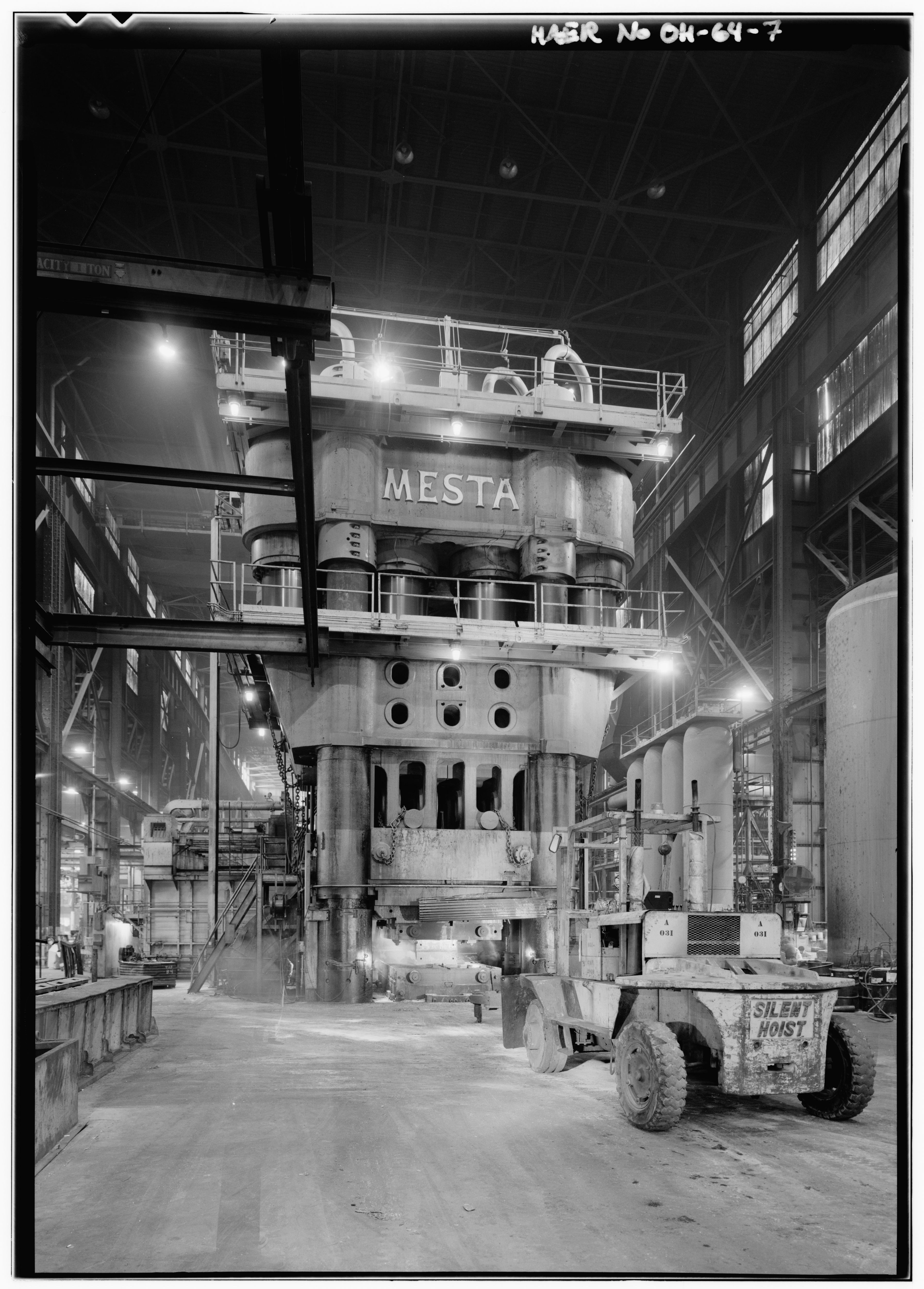
پرس ۵۰ هزارتنی Mesta. از این پرس‌ها برای ساخت قطعات هواپیماهایی مانند بوئینگ ۷۴۷ و جنگنده اف-۳۵ استفاده می‌شود.

در دهه ۱۹۳۰ و ۱۹۴۰، ذخایر فولاد آلمان نازی در حال پایان بود چرا که با پیمان ورسای از ذخایر غنی فولاد محروم شده بود. از طرف دیگر، معادن آلمان ذخایر زیادی منیزیم که فلزی سبک و مناسب هواگردهای جت جدید بود تولید می‌کرد. با این حال مهندسان آلمانی با چالش جدیدی روبرو شده بودند؛ در حالیکه فولاد به راحتی توسط چکش، آهنگری می‌شود ولی منیزیم به هیچ وجه قابلیت آهنگری ندارد. منیزیم زیر ضربات چکش ترک خورده و خرد می‌شود. دانشمندان آلمانی برای شکل‌دادن به منیزیم باید فرایند جدیدی تولید می‌کردند: فرایند شکل دهی گرم با سرعت کنترل شده که مخصوصاً برای قطعات بزرگ مناسب بود.
پس از جنگ جهانی دوم، آمریکا و روسیه شروع به مسابقه تسلیحاتی کردند که این دوران به دوران جنگ سرد شهرت پیدا کرده‌است. در حالی که در ایالات متحده بمب افکن‌های بوئینگ بی-۱۷ فلایینگ فورترس و بوئینگ بی-۲۹ سوپرفورترس هنوز هم با پرچ کردن قطعات فلزی جداگانه به یکدیگر مونتاژ می‌شدند، آلمانی‌ها اجزای سازه‌ای سبک و قوی یکپارچه از جنس منیزیم و آلومینیوم را ساخته بودند. برای ساخت این قطعات، آلمانی‌ها یک پرس ۳۳ هزار تنی هیدرولیکی و دو پرس کوچکتر ۱۶۵۰۰ تنی ساخته بودند و به کمک آن اولین هواپیمای مسرشمیت ام‌ئی ۲۶۲ را تولید کردند. پس از جنگ جهانی دوم شوروی‌ها پرس ۳۳ هزارتنی و آمریکایی‌ها دوپرس کوچکتر ۱۶۵۰۰ تنی را از کارخانه مسرشمیت به غنیمت بردند. ترس از اینکه شوروی با این پرس توان نظامی خیلی بیشتری بدست بیاورد باعث شکل‌گیری «برنامه پرس سنگین» با هدف ساخت قویترین پرس جهان و پیروزی در مسابقه تسلیحاتی شد.
نخست هفده دستگاه پرس با هزینه ۳۸۹ میلیون دلاری برنامه‌ریزی شده بود، اما این پروژه در سال ۱۹۵۳ به ده دستگاه کاهش یافت.

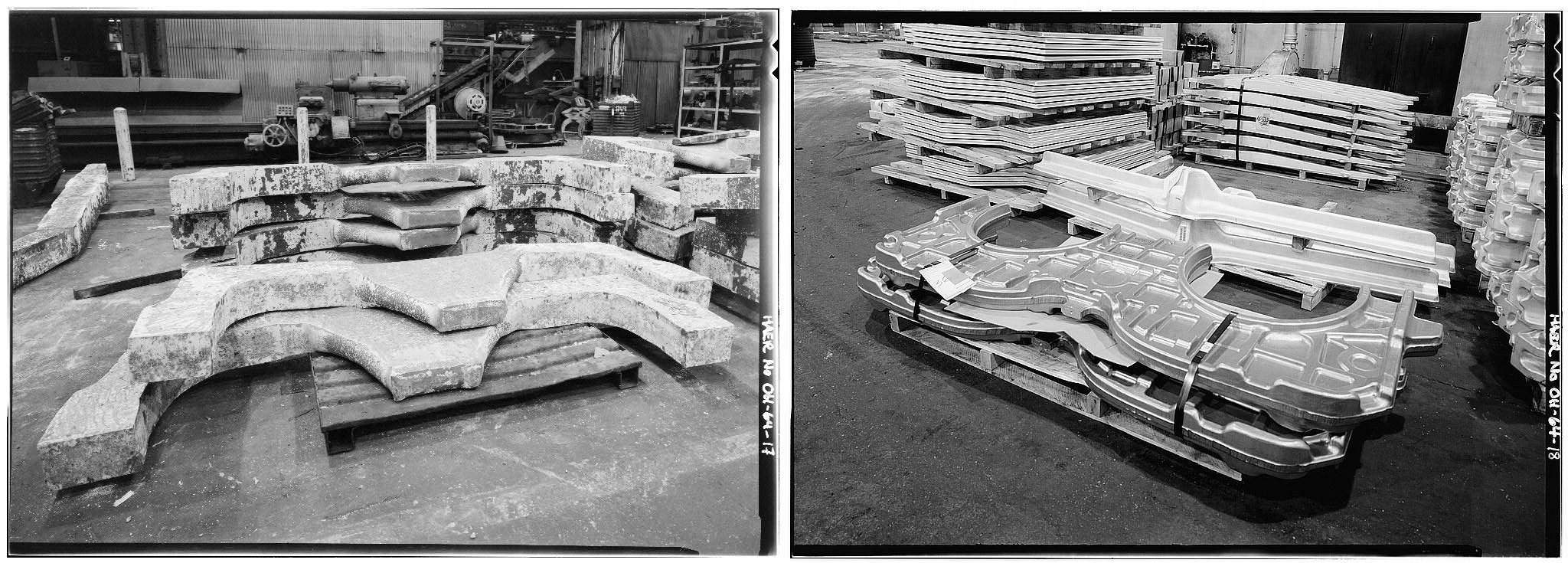
طاقک‌های (bulkhead) تیتانیمی بدنه جنگنده مک‌دانل داگلاس اف-۱۵ قبل و بعد از انجام پرسکاری توسط پرس ۵۰ هزارتنی Alcoa